# Dovilė Kilty
Dovilė Kilty (14 de julio de 1993) es una deportista de Lituania que compite en atletismo. Ganó una medalla de oro en el Campeonato Europeo de Atletismo por Equipos de 2019, en la prueba de triple salto.